# Tyloperla
Tyloperla és un gènere d'insectes plecòpters pertanyent a la família dels pèrlids que es troba a Àsia: Tailàndia, el Vietnam, Taiwan i l'Índia (Assam).

## Taxonomia
- Tyloperla attenuata (Wu, C.F. & Claassen, 1934)
- Tyloperla bihypodroma Y.Z. Du, 2007[6]
- Tyloperla courtneyi Stark & Sivec, 2005
- Tyloperla formosana (Okamoto, 1912)
- Tyloperla illiesi Stark & Sivec, 2005
- Tyloperla khang Stark & Sivec, 2005
- Tyloperla planistyla (Wu, 1973)
- Tyloperla sauteri (Navàs, 1929)
- Tyloperla schmidi Stark & I. Sivec, 1991
- Tyloperla sinensis Yang, C. & D. Yang, 1993[4][7][8][3]